# Muhammad Ahmad al-Manqusch
Muhammad Ahmad al-Manqusch (arabisch محمد أحمد المنقوش, DMG Muḥammad Aḥmad al-Manqūš, auch al-Mangoush; * ?) war vom 29. Dezember 1997 bis zum 1. März 2000 Generalsekretär des Allgemeinen Volkskomitees in Libyen und somit Libyens Premierminister. al-Manqusch war Vorsitzender des General People’s Committee.
| Personendaten    | Personendaten                                               |
| ---------------- | ----------------------------------------------------------- |
| NAME             | Manqusch, Muhammad Ahmad al-                                |
| ALTERNATIVNAMEN  | Mangoush, Muhammad Ahmad al-                                |
| KURZBESCHREIBUNG | libyscher Politiker, Premierminister von Libyen (1997–2000) |
| GEBURTSDATUM     | 20. Jahrhundert                                             |